# هيثر أورورك
هيثر أورورك (بالإنجليزية: Heather O'Rourke) هي ممثلة أمريكية، ولدت في 27 ديسمبر 1975 بسان دييغو في الولايات المتحدة، وتوفيت بنفس المكان في 1 فبراير 1988 بسبب توقف القلب. كانت هيثر قد حققت نجاحًا كبيرًا في بطولة كارول آن فريلنغ في فيلم الرعب الخارق للطبيعة روح شريرة (1982) ، والذي نال استحسان النُقاد وأثبت أنها شخصية مؤثرة في هذا النوع. واصلت إعادة تمثيل الدور في الجزء الثاني والثالث، والذي تم إصدار الأخير بعد وفاته.

## المرض والموت
في أوائل عام 1987، أصيبت أورورك بمرض داء الجيارديات. أصيبت به من مياه الآبار بمنزل عائلتها في بحيرة بيج بير. تم تشخيصها لاحقًا على أنها مصابة بمرض كرون. وتم حقنها بالكورتيزون لعلاج المرض أثناء تصوير فيلم Poltergeist III. أدت الحقن الستيرويدية إلى تورم الوجه في الخدين، وهو ما قالت والدة أورورك إنها كانت شديدة الوعي تجاهها.
في 31 يناير 1988 ، بدأت أورورك تظهر عليها أعراض تشبه أعراض الأنفلونزا. في صباح اليوم التالي، انهارت في منزلها، وهرعت إلى بمستشفى المجتمع في الكاهون. في الطريق، عانت من سكتة قلبية ، لكن المسعفين تمكنوا من إعادة قلبها في الساعة 9:25 صباحًا. تم نقلها بعد ذلك إلى مستشفى الأطفال في سان دييغو، حيث تم اكتشاف إصابتها بتضيق في الأمعاء وخضعت لعملية جراحية طارئة. نجت من الجراحة، لكنها عانت من سكتة قلبية أخرى أثناء وجودها في غرفة الإنعاش. أجرى الأطباء إنعاش قلبي رئوي لأكثر من 30 دقيقة، ولكن أُعلن عن وفاة أورورك في الساعة 2:43 بعد ظهر ذلك اليوم. كان سبب وفاة أورورك هو تضيق الأمعاء الخلقي  معقدًا بسبب الصدمة الإنتانية.

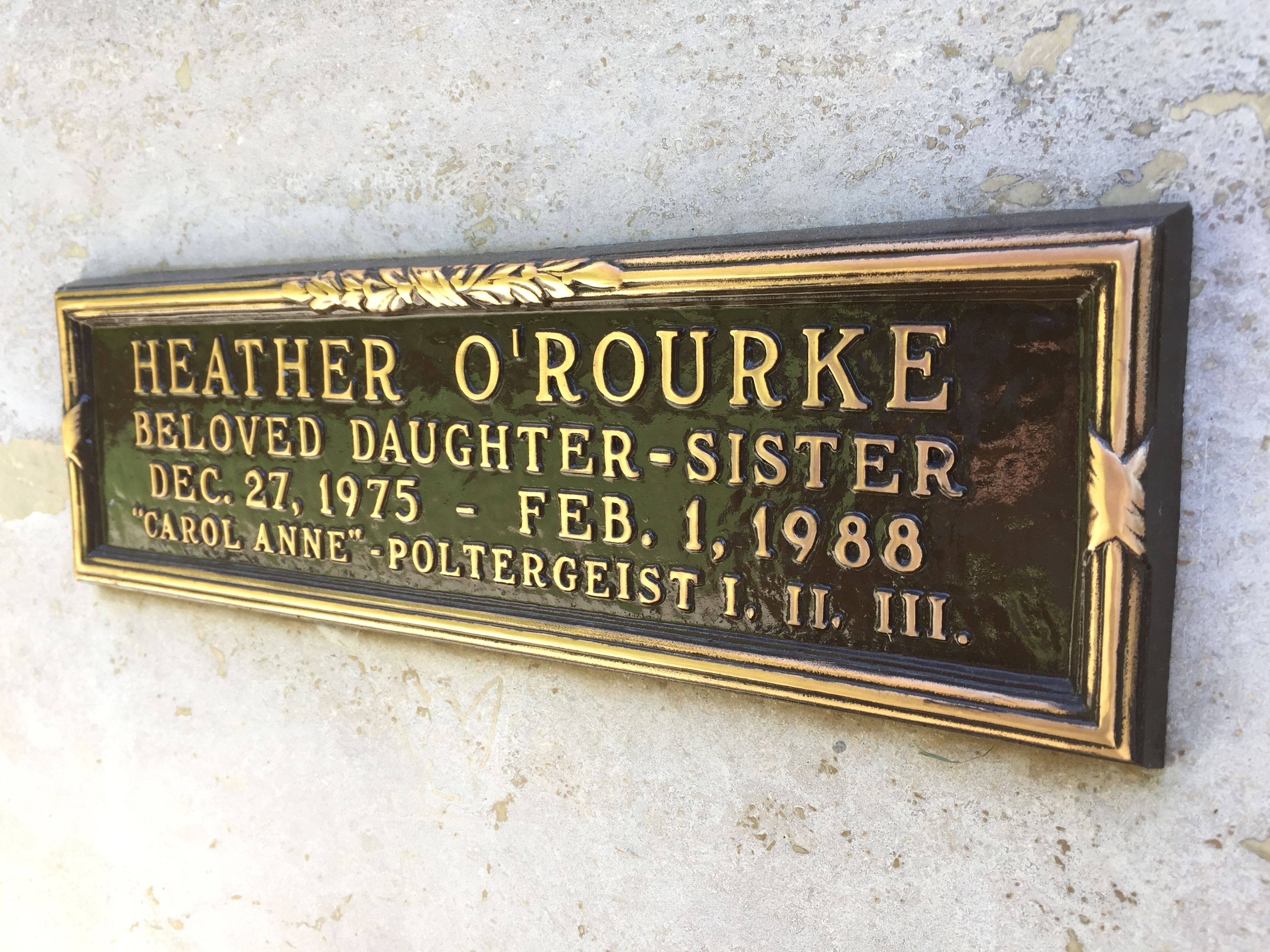
نقش على سرداب أورورك

أقيمت جنازة خاصة لأورورك في 5 فبراير في لوس أنجلوس، ودُفنت في مقبرة حديقة قرية ويستوود ميموريال.

## أعمال

### مسلسلات
- أيام سعيدة

### أفلام
- روح شريرة (1982)

## وصلات خارجية
- هيثر أورورك على موقع IMDb (الإنجليزية)
- هيثر أورورك على موقع روتن توميتوز (الإنجليزية)
- هيثر أورورك على موقع ألو سيني (الفرنسية)
- هيثر أورورك على موقع تيرنر كلاسيك موفيز (الإنجليزية)
- هيثر أورورك على موقع أول موفي (الإنجليزية)
- هيثر أورورك على موقع قاعدة بيانات الأفلام السويدية (السويدية)
- هيثر أورورك على موقع إن إن دي بي (الإنجليزية)
- هيثر أورورك على موقع قاعدة بيانات الفيلم (الإنجليزية)
- هيثر أورورك على موقع كينوبويسك (الروسية)